# 小行星25799
小行星25799（25799 Anmaschlegel）是一颗绕太阳运转的小行星，为主小行星带小行星。该小行星于2000年2月20日发现。

## 轨道参数
小行星25799的轨道半长轴为434 983 318 km，2.9076425 UA，离心率为0.036。